# Ethicae Christianae
Ethicae Christianae var en svensk bok av Laurentius Paulinus Gothius, utgiven 1617. 
Det var ett verk på 37 tusen sidor. Boken behandlar kristna frågeställningar med efterföljande kommentarer, exempel, argument och slutsatser med bibelcitet som styrkte slutsatserna. 
Tre av dess kapitel behandlar trolldom i tre separata kapitel. Bokens beskrivning av häxeri följer samma grundresonemang som läggs fram i Malleus Maleficarum: kvinnan anses mer trolig att bli en häxa på grund av sin svaghet, orenhet och list; kvinnan anses locka mannen till otukt och lust; sexualiteten är central inom häxeriet; Djävulen kan ha samlag med människor i skepnad av en incubus eller succubus; och kvinnor som blivit gravida med Satan födde missfoster.
Det räknas som ett av de två viktigaste svenska verken om demonologi och trolldom under tidigmodern tid, vid sidan av Magia Incantatrix (1632) av Ericus Johannis Prytz (1587-1637).